# رنه دومال
رنه دومال (به فرانسوی: René Daumal) شاعر، منتقد ادبی، نویسنده و دراماتورژ قرن بیستم میلادی اهل فرانسه است.